# فرانک واندندریسه
فرانک واندندریسه (انگلیسی: Franky Vandendriessche؛ زادهٔ ۷ آوریل ۱۹۷۱) دروازه‌بان فوتبال سابق اهل بلژیک است.
وی همچنین سابقه حضور در تیم ملی فوتبال بلژیک را دارد و در جام جهانی فوتبال ۲۰۰۲ از اعضای این تیم بود.